# Slakrups
De slakrups (Apoda limacodes) is een nachtvlinder uit de familie Limacodidae (slakrupsen). De spanwijdte bedraagt tussen de 20 en 30 millimeter. Het is een algemene vlinder in Nederland.

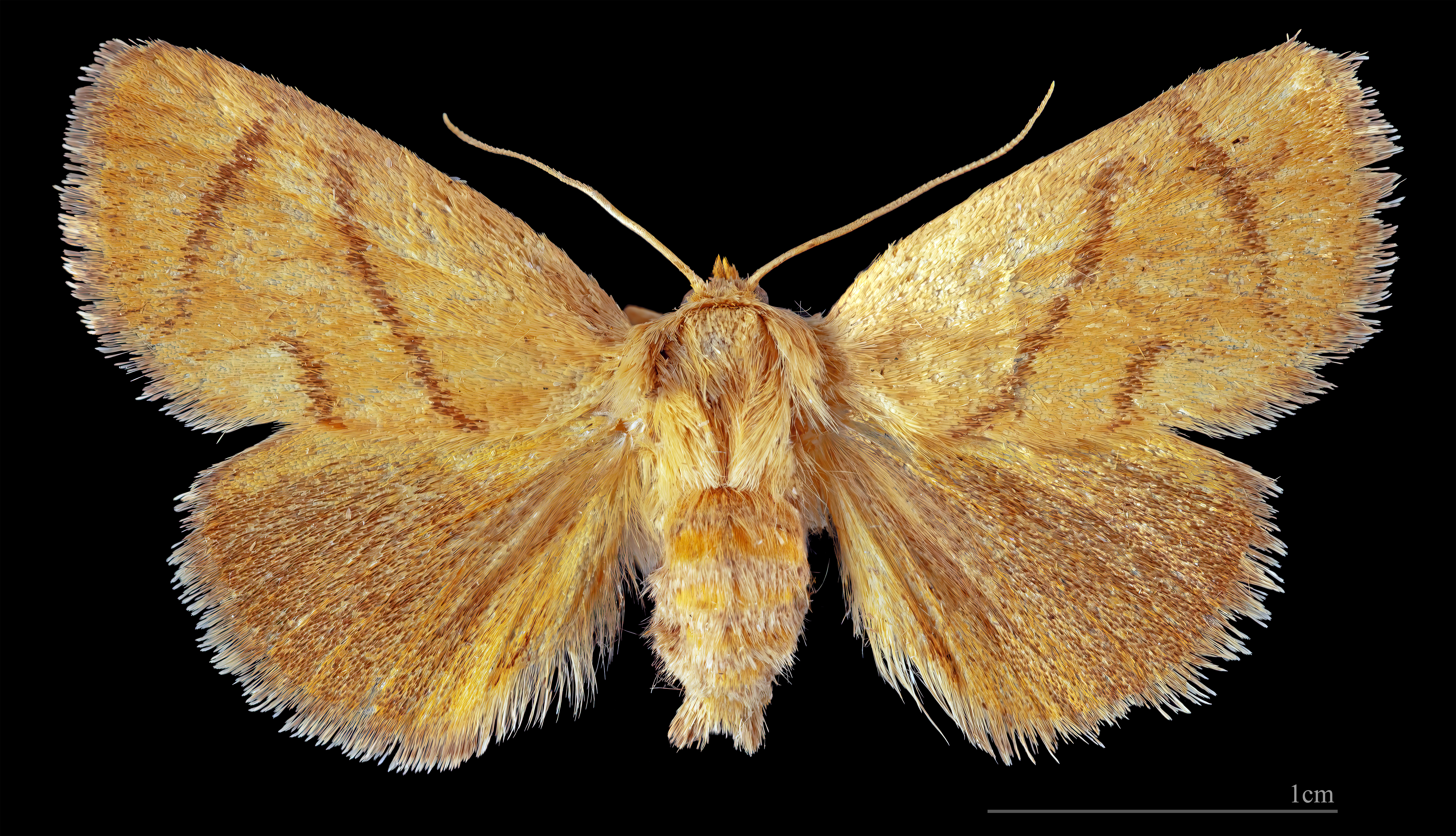
♂
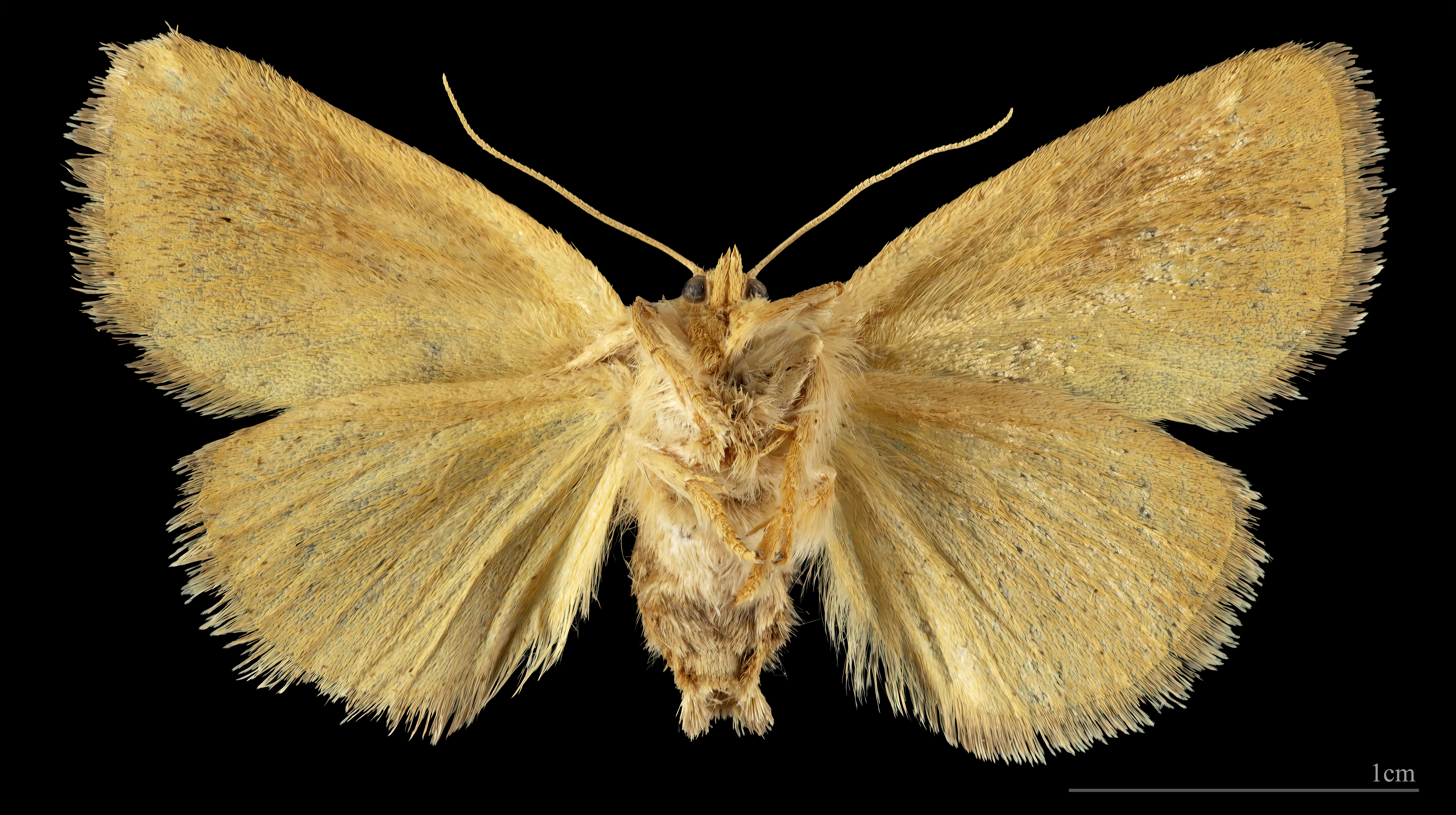
♂ △

Op eiken en de beuk zijn in augustus en september de bijna pootloze rupsen aan te treffen. De groene rups verplaatst zich op dezelfde manier als een slak en lijkt door het ontbreken van zichtbare pootjes ook sterk op een slak. Vandaar ook de Nederlandse naam slakrupsen van de familie Limacodidae. De vliegtijd van de slakrups is juni en juli.

## Beschrijving
De voorvleugels van de vlinder van de slakrups zijn kort en breed, met twee naar achter van elkaar weglopende zwartige strepen met daartussen een zwarte ring. Bij het vrouwtje is de achtervleugel okergeel, bij het mannetje bruin, meestal donkerder dan de voorvleugel. De rups is tot 15 mm lang, ovaal, groen met twee gele lengtestrepen met rode accenten en regelmatig verdeelde langwerpige gele vlekken.